# Саки (Молодечненський район)
Саки (біл. вёска Сакі) — село в складі Молодечненського району Мінської області, Білорусь. Село підпорядковане Тюрлівській сільській раді, розташоване в західній частині області.